# 트리부스

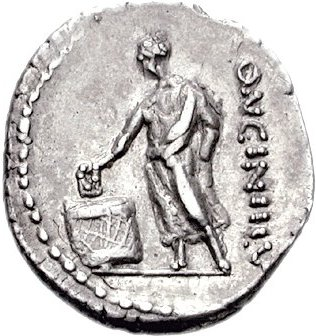
투표하는 투표권자를 나타내는 기원전 63년의 데나리우스.

트리부스(tribus) 혹은 로마 부족은 로마 사람들의 구분 개념이며, 로마 공화정의 의회의 투표 구성단을 이뤘다. 트리부스라는 말은 ‘나누다, 분배하다’를 뜻하는 ‘tribuere’에서 유래했을 것이며, ‘셋’을 의미하는 ‘tres’에서 비롯했다고 하는 전통적인 전래는 의심의 여지가 있다.
전승에 따르면, 최초의 세 개 부족은 로물루스가 세운 것이며, 각 부족은 '코미티아 쿠리아타'의 투표 구성 단위를 이루는 쿠리아(고대 로마의 정치 조직 기본 단위)로 구성되었다. 쿠리아가 로마 역사 내내 지속되었긴 했지만, 본래의 세 부족은 점차 역사에서 사라졌다.
아마도 본래의 로마인들의 구분을 부족으로, 뿐만 아니라 30개의 쿠리아로 변모하는 것에서 영향을 받은, 세르비우스 툴리우스는 새로운 30개 부족을 만들었으며, 이들은 이후에 ‘코미티아 트리부타’ (트리부스 민회)를 구성했다. 부족의 수는 로마 공화정이 시작될 쯤에는 20개로 줄어들지만, 그럼에도 로마 인구와 영토가 늘어남에 따라 기원전 241년을 마지막으로 15개의 추가 부족들이 들어섰다.
모든 로마 시민권자들은 이 부족들 중 하나에 등록되어 있으며, 이를 통해서 이들은 특정 행정관, 종교 업무자, 플레브스들에게 영향을 미치는 특정 소송 사건들에서 사법 판결, 호민관 및 다른 고위 행정관들이 제시한 여러 제안들에 대한 결의안 통과 등의 투표권을 지녔다. 트리부스 민회가 제정 시기에 대부분의 법적 기능을 상실했지만, 부족으로 입회는 최소한 서기 3세기까지 로마 시민권의 중요한 부분으로 남아있었다.

## 로물루스의 트리부스
최초의 세 개 부족은 로마시의 건립자이자 초대 로마의 왕인 로물루스가 로마를 세우고 얼마 안 되어 만들었다고 한다. 사비니 여인들의 납치가 벌어진 뒤, 티투스 타티우스 휘하의 사비니인들은 로마를 공격하여, 성공적으로 입성했다. 치열한 싸움 끝에, 사비니 여인들이 추가적인 유혈을 막기 위하여 자신들의 남편과 아버지 사이로 나아가, 싸움을 중재했다. 평화 조약이 체결되었고, 로물루스와 타티우스가 공동으로 다스리며, 많은 사비니인들이 로마로 이주하였다. 초기 로마는 따라서 라틴족과 사비니족으로 대등하게 구분되었다. 이 시기 (전통적으로 기원전 750년)에, 로물루스가 로마시의 사람들을 자신의 이름을 딴 ‘람네스족’(Ramnes) 혹은 ‘람넨세스족’(Ramneses), 티투스 타티우스의 이름을 딴 ‘티티에스족’(Tities) 혹은 ‘티티엔세스족’(Titienses), 고대의 역사가들에게 조차도 그 이름과 기원이 불분명한 ‘루케레스족’(Luceres) 혹은 ‘루케렌세스족’(Lucerenses) 등 세 개 부족으로 나누었다.
‘로물루스 세 부족’이라 알려진, 이 최초의 부족들은 초기 로마의 주요 민족 집단을 보통 나타냈을 것이며, 람네스족은 로마의 라틴족들을, 티티에스족은 사비니족들을, 루케레스족은 에트루리아족들을 아마 나타냈을 것이다. 로마는 에트루리아와 라티움 지역의 전통적 경계선인 테베레강에 위치했고, 건설되었을 시점에 상당한 에트루리아인들을 지녔을 수 있으며, 분명한 것은 기원전 6세기 무렵에 로마인들에게 상당한 에트루리아적 요소들이 있었다는 것이었다. 로마의 제5대 그리고 제7대 왕이 에트루리아인이었고, 로마의 많은 문화적 관습이나 제도들이 에트루리아에 기원을 두었었다. 루케레스족의 창설이 사실은 로물루스 시대가 아닌, 이 시기였을 수 있으며, 실제로도 로물루스 부족들의 세 부족 명칭 모두, 민족적 성질은 아니더라도, 에트루리아의 것으로 보인다. 로물루스 부족들이 로마의 본래 민족 집단들을 나타낸다는 이론이 오늘날의 학계에서 계속 제시되고 있음에도, 이 이론이 보편적으로 받아들여진 적은 없으며, 이 견해는 많은 학자들에게 받아들여지지 않았다.

### 쿠리아
이 세 개의 부족들은 30개의 쿠리아로 나뉘었으며, 이 쿠리아들의 구성은 알려져 있지 않다. 이 쿠리아들은 사비니 여인들의 이름이 붙여졌다고 전해졌으며, 이 중 9개는 현재까지 이름이 알려져 있는데, 일부는 지리적인 기원을 지녔다. 현재까지 이름이 알려진 쿠리아는 아쿨레이아(Acculeia), 칼라브라(Calabra), 파우키아(Faucia), 포리엔시스(Foriensis), 랍타(Rapta), 티파타(Tifata), 티티아(Titia),  벨리엔시스(Veliensis), 벨리티아(Velitia)이다.
과거에는 쿠리아의 입회가 파트리키들에게 한정되었다라는 것 및 이와 대조적으로 클리엔테스들은 단지 입회만이 허용되었고 투표권이 없는 수동적인 이들이라는 설들이 널리 믿어졌다. 그러나 테오도르 몸젠은 플레브스들은 투표에 포함되었다라고 설득력 있게 주장하였고, 이 견해가 현재 우세한 것으로 보인다. 플레브스들은 쿠리아가 시작된 시점 혹은 최소한 이른 시기부터 포함되었으며, 공화정이 시작된 이른 어느 시기부터이다. 쿠리아의 구성원들은 쿠리알레스(curiales)라 알려져 있다. 각 쿠리아는 쿠리오(curio)라고 하는 사제들이 참석했으며, 이들은 플라멘 쿠리알리스(flamen curialis)라고 하는 다른 사제의 도움을 받아, 각 쿠리아의 종교적 의무 사항들을 맡아 처리했다. 쿠리아들 마다 쿠리아라고 알려진, 자기네들만의 회담 장소가 있었다.

### 쿠리아 민회
여러 쿠리아들이 투표 때문에 모였을 때, 이들은 로마 공화정의 가장 오래된 입법 의회인 트리부스 민회를 형성하였다. 쿠리오 중 한 명이 쿠리오 막시무스(curio maximus)로 임명 및 선출되어, 민회를 주관하였다. 왕정 시절에, 쿠리아 민회는 왕이나, 민회가 투표할 사항에 대하여 질의를 했을 인터렉스가 소집하였다. 투표 사항들에는 인터렉스가  제시한 새로운 왕의 선출, ‘lex curiata de imperio‘이라 알려진 왕에게 임페리움을 수여하는 법률의 통과, 선전포고의 여부, 항소에 대한 결정, 입양(arrogatio), 외부인들을 파트리키로 받아들일 것인지 등에 관한 문제 등이 포함되었다. 세르비우스 툴리우스 시기에, 선전포고 및 항소 결정에 관한 권한들이 또다른 입법 의회인 코미티아 켄투리아타로 넘어갔다.
로마의 왕정이 무너진 후, 질의들은 쿠리아 민회에서 로마 원로원이 제시하였다. 그러나 기원전 494년과 449년 사이에 쿠리아 민회의 대부분의 기능들이 트리부스 민회와 켄투리아 민회에 이양되었다. 고위 행정관들은 켄투리아 민회에서 선출되었으며, 또한 켄투리아 민회는 특정한 사형 집행의 주관, 선전포고 권한 보유, 원로원에서 건낸 법률 통과권을 갖기도 했다. 하위 행정관들은 트리부스 민회에서 선출되었으며, 트리부스 민회는 또한 종교 관리자들을 선출하고, 플레베스들에게 영향을 미치는 재판을 주관하며, 호민관 및 여러 행정관들이 제안한 법률을 기본으로 한 해결안들을 통과시켰다. 쿠리아 민회는 켄투리아 민회가 선출한 행정관들에게 임페리움을 수여하는 권한과 다른 두 민회에서 결정한 헌법의 개정을 승인하는 권한을 유지하였으나, 두 권한 모두 쿠리아 민회가 의결하기 하기 앞서 원로원에 제시할 것을 요구받았다. 쿠리아 민회는 또한 비파트리키 인원을 받아들이는 권한, 입양 및 특히나 파트리키 신분인이 플레브스 가문으로 입양될 때의 과정을 관장하는 권한을 유지했다. 공화정 말 무렵에, 각 쿠리아는 단 한 명의 릭토르만이 참석하였다.

## 세르비우스의 트리부스

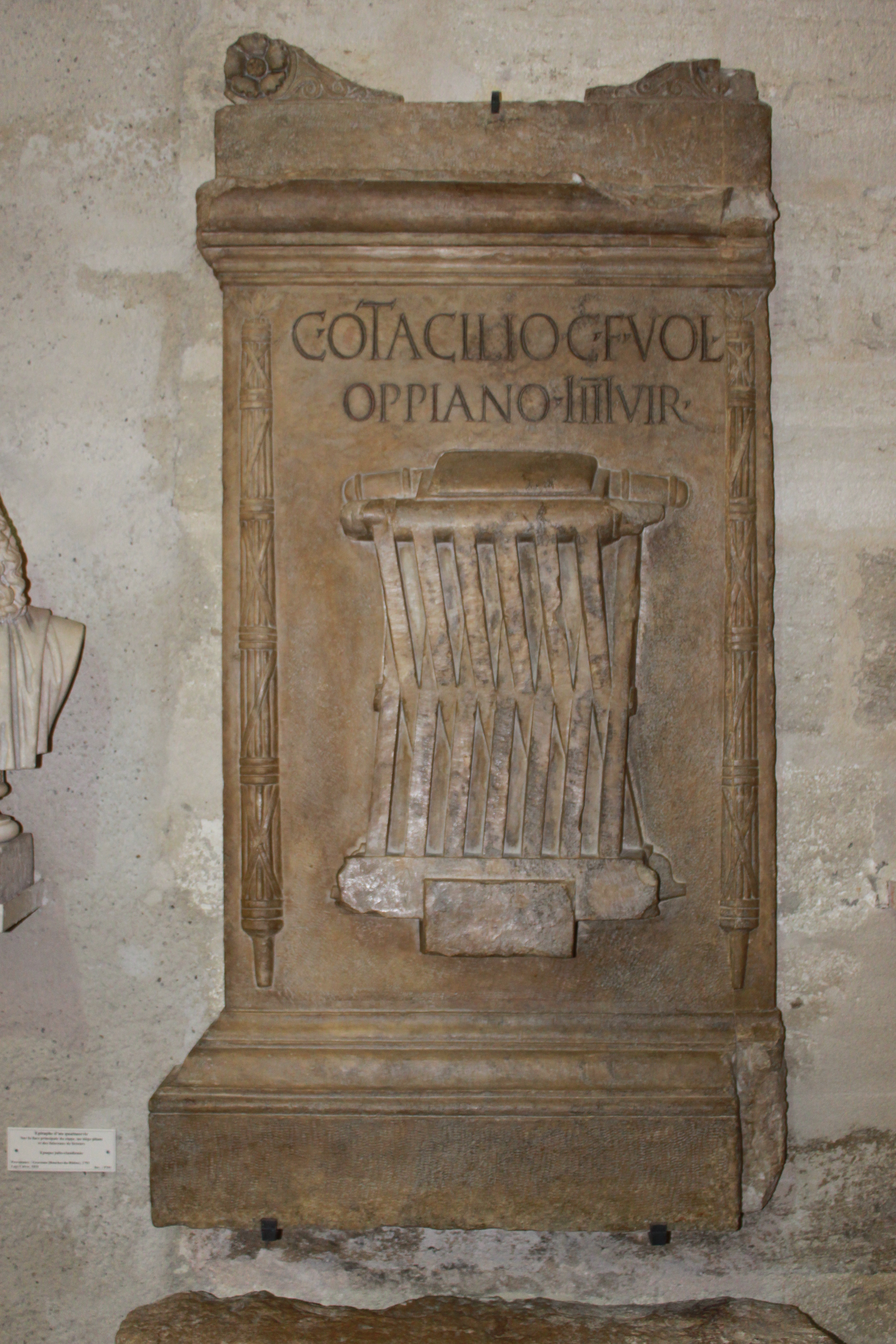
갈리아계 시민들이 흔히 들어갔던 ‘트리부스 볼티니아’(tribus Voltinia, 줄여서 VOL)로 들어간 가이우스 오타킬리우스(Gaius Otacilius)를 기록한 갈리아 나르보넨시스의 비문 (CIL 13.1029)

트리부스 민회를 이루는 트리부스들의 설립뿐만 아니라 켄투리아 민회의 켄투리아들의 설립이 전통적으로 기원전 578년에서 534년으로 잡는, 제6대 로마의 왕인 세르비우스 툴리우스 재위 때 이뤄졌다. 리비우스에 따르면, 세르비우스는 로마시를 네 곳으로, 로마시 인근 지역을 26개 지역으로 나누었으며, 이에 따라 로마시의 인구를 지리적 위치를 근거로 한 30개의 부족들로 나누었다. 도심 네 부족의 명칭은 각 부족들이 대표하는 도시의 네 지역들을 근거로 했으며, 반면에 교외 지역의 부족들의 명칭은 교외 지역들에 상당한 토지를 보유하고 있던 가문들의 이름에서 근거로 했을 것이다. 역사에서 이름이 상실된 본래의 교외 부족 10개는 공화정의 시작 무렵에 라르스 포르세나와의 전쟁 중에 멸족했다. 그 이후로 남아있던 부족들은 도심의 네 개 부족 콜리나(Collina), 에스퀼리나(Esquilina), 팔라티나(Palatina), 수부라나(Suburana) 혹은 수쿠사나(Succusana)와 함께 교외 부족 16개 아이밀리아(Aemilia), 카밀리아(Camilia), 코르넬리아(Cornelia), 파비아(Fabia), 갈레리아(Galeria), 호라티아(Horatia), 레모니아(Lemonia), 메네니아(Menenia), 파피리아(Papiria), 폴리아(Pollia), 포필리아(Popillia), 푸피니아(Pupinia), 로밀리아(Romilia), 세르기아(Sergia), 베투리아(Veturia), 볼티니아(Voltinia)였다.

### 후대의 트리부스
사비니인 아피우스 클라우디우스가 기원전 504년에 자신의 클리엔테스들과 함께 로마로 이주했을 때, 그는 파트리키 계층에 들어갔고, 아니에네강(안니오강) 하구 주변의 땅을 배정받았다. 이 정착자들이 클라우디우스의 집정관 시기인 기원전 495년에 정착한 ‘트리부스 클라우디아’의 근간이 되었고, 그 후에 이들은 ‘트리부스 크루스투미나’ 혹은 ‘클루스투미나’로 확장되었다. 기원전 387년에 아르니엔시스(Arniensis), 사바티나(Sabatina), 스텔라티나(Stellatina), 트로멘티나(Tromentina) 등 네 개 부족이 추가되었다.
기원전 358년에 볼스키족의 영토가 추가되면서, 폼프티나(Pomptina)와 푸블리아(Publilia) 혹은 포블리아 등 두 개 부족이 더 형성되었다. 기원전 332년에, 감찰관들인 퀸투스 푸블리우스 필로와 스푸리우스 포스투미우스 알비누스가 마이키아[Maecia (본래 철자는 Maicia)]와 스캅티아(Scaptia) 등 두 부족을 추가하였다. 우펜티나[Ufentina, 혹은 오우펜티나(Oufentina)]와 팔레리나(Falerina) 부족이 기원전 318년에 들어갔고, 기원전 299년에 아니엔시스(Aniensis)와 테렌티나(Terentina) 등이 추가되었다. 마지막 두 개 부족, 퀴리나(Quirina)와 벨리나(Velina)가 기원전 241년에 설립되며, 부족의 수를 35개로 늘렸다. 8개 부족이 로마 시민권이 동맹시로 확장된 동맹시 전쟁 말에 더해졌으나, 이들은 이후에 나머지 35개 부족들에 흡수되었다.
35개의 부족들은 다음과 같다 (축약형과 같이 표시):
| 도심 네 개 부족 - 콜리니아(Collina, Col.) - 에스퀼리나(Esquilina, Esq.) - 팔라티나(Palatina, Pal.) - 수부라나(Suburana, Sub./Suc.) | 교외 부족 - 아이밀리아(Aemilia, Aem.) - 아니엔시스(Aniensis, Ani.) - 아르니엔시스(Arniensis, Arn.) - 카밀리아(Camilia, Cam.) - 클라우디아(Claudia, Cla.) - 크루스투미나(Crustumina, Clu.) - 코르넬리아(Cornelia, Cor.) - 파비아(Fabia, Fab.) | - 팔레리나(Falerina, Fal.) - 갈레리아(Galeria, Gal.) - 호라티아(Horatia, Hor.) - 레모니아(Lemonia, Lem.) - 마이키아(Maecia, Mae./Mai.) - 메네니아(Menenia, Men.) - 파피리아(Papiria, Pap.) - 폴리아(Pollia, Pol.) | - 폼프티나(Pomptina, Pom.) - 푸블릴리아(Publilia, Pub./Pob.) - 푸피니아(Pupinia, Pup.) - 퀴리나( Quirina, Qui.) - 로밀리아(Romilia, Rom.) - 사바티나(Sabatina, Sab.) - 스캅티아(Scaptia, Scap.) - 세르기아(Sergia, Ser.) | - 스텔라티나(Stellatina, Ste.) - 테렌티나(Terentina, Ter.) - 트로멘티나(Tromentina, Tro.) - 우펜티나(Ufentina, Ouf.) - 벨리나(Velina, Vel.) - 베투리아(Veturia, Vet.) - 볼티니아(Voltinia, Vol.) |

오래된 교외 부족들의 명칭이 파트리키계 가문들의 명칭이긴 하지만, 옛 교외 부족들 자체는 기원전 449년까지 아마도 모두가 플레브스였을 것이며, 기원전 449년 이후로 파트리키와 플레브스 둘 다 속하게 되었다. 이 시기 이전에는, 시간이 흘러 트리부스 민회가 보유하게 되던 많은 권한들과 의무 사항들이 쿠리아 민회가 지니고 있었다. 부족들의 명칭에 대한 기원에 관해선 알려져 있지만, 이 부족들을 정의한 지역들의 위치는 불분명하다. 후대의 부족들은 로마의 취락지가 형성된 지역들에 근간을 하고 있었거나, 로마 시민권을 부여받은 거주민들을 근간으로 하였다. 이후의 시기에, 시민권자들은 지리에 대한 관계 없이도 부족들에 입회되었을 것이다.
특정 부족들의 새로운 시민권자들의 입회는 기원전 312년 아피우스 클라우디우스 카이쿠스 감찰관 시기에 대단한 정치적 논쟁거리가 되었다. 하위 사회 계층들과 특히나 해방 노예들의 투표권을 제한하기를 바랐던 자들은 새로원 시민권자들의 등록을 도심 네 개 부족만을 하는 것을 지지했다. 이 노력은 거의 항상 도심 부족들 중 하나에 등록되었던 해방 노예들에 관한 것을 제외하면 실패하고 말았다. 새로운 시민권자들의 권한을 제한하려던 유사한 시도가 동맹시 전쟁 종전 후에도 이루어졌다. 교외 부족들에서 쫓아내어, 도심 부족들 한 곳으로 할당시키며, 감찰관들 중 한 명이 누군가를 처벌하려는 것 일 수도 있다. 이는 트리부스 무베레(tribu movere)로 알려져 있다.
로마의 부족들은 인구조사, 과세, 병역 등에 관한 목적에 대한 민중들의 법적 기관 역할을 하였다. 부족마다 부족의 대표인 쿠라토르 트리붐(curator tribuum), 부족의 재정 부채를 책임지는 트리부니 아이라리(tribuni aerarii) 등의 자기네들만의 관리들을 두었으며, 트리부니 아이라리 같은 경우에는 전쟁 목적의 세금 징수를 책임지기도 했고, 부족들의 병사에게 급료를 분배하기도 했다.
공화정이 끝날 무렵에 다다르면서, 트리부스의 중요성은 높아져서 공식적인 문서들과 비문 등에 시민의 가계명과 코그노멘 사이에서 일반적으로 나타나는 로마인의 인명의 공식적인 일부가 되었다.
재정 시기에, 지리적 배경에 따른 부족들에 대한 시민들의 입회가 재개되었는데, 예시로 동방 출신들은 일반적으로 콜리나 및 퀴리나 부족들에 입회했고, 반면에 갈리아 나르보넨시스에서 입회는 볼티니아 부족이 선호되었다.

### 트리부스 민회

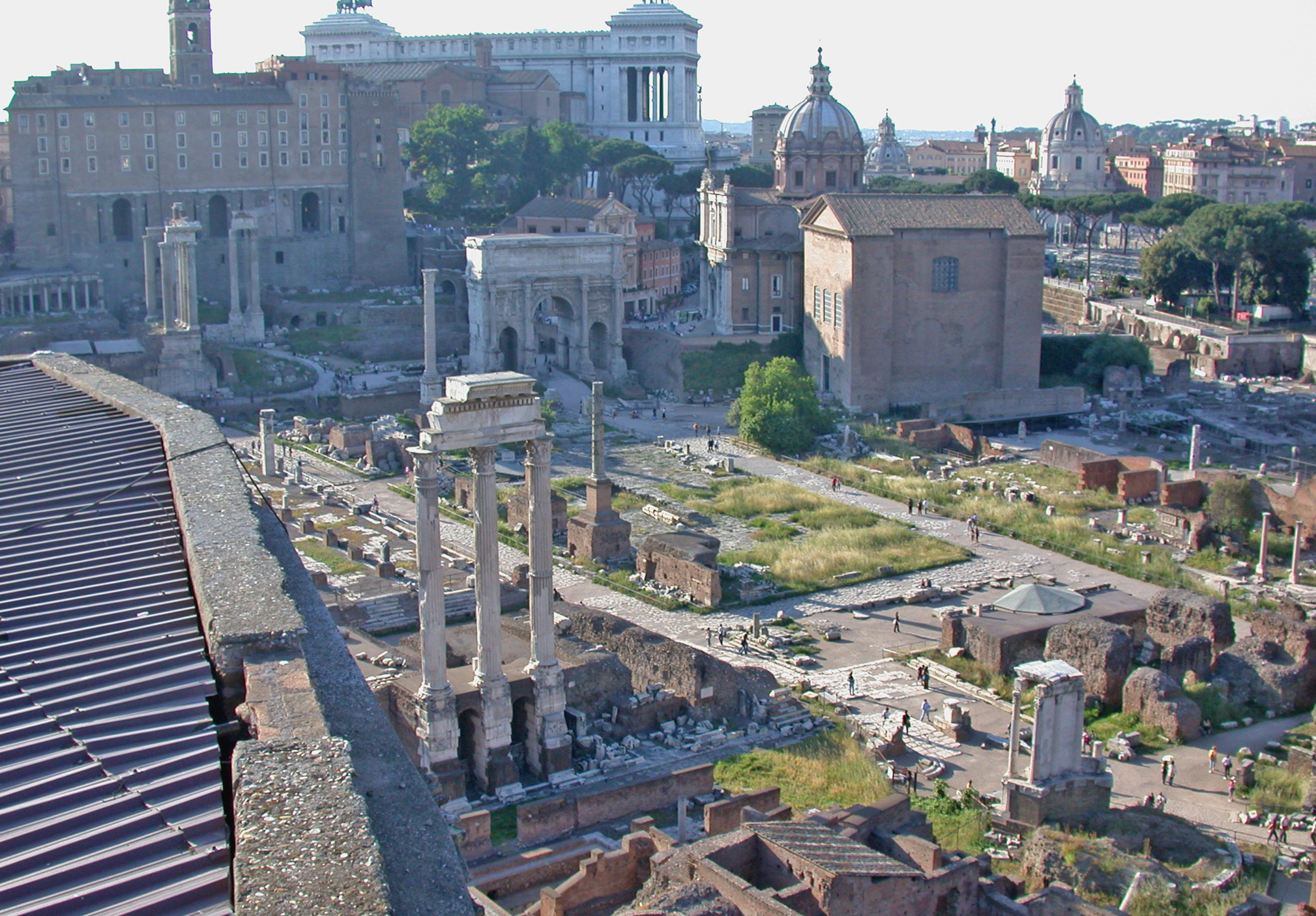
팔라티노 언덕에서 본 로마 포룸의 광경

세르비우스 부족들이 플레브스 민회(concilium plebis)를 세운 것과 함께 시간이 흘러 법률을 통과시키는 플레브스 민회의 권한이 발달하면서, 플레브스 민회는 점차 트리부스 민회(comitia plebis tributa)로 알려지게 되었다. 기원전 449년에 통과된 법은 로마 인민 전체를 구속하는 플레비사이트(plebi scita)인 트리부스 민회의 결의를 형성하였다. 이 법은 기원전 286년까지 원로원이 인가하지 않았지만, 법률 통과 이전에도 이 결의 자체는 플레브스들에 대한 구속력이 있는 것으로 여겨졌다. 파트리키든지 플레브스든지 모든 시민들은 트리부스 민회에서 동일한 투표력을 지녔고, 이 민회가 켄투리아 민회보다 소집하는 데 훨씬 간단했기에, 트리부스 민회는 로마의 가장 민주적인 민회였다. 공화정 말 무렵에, 플레브스들이 파트리키들이 수적으로 크게 과반이었고, 시민들의 집단적 의지가 부나 지위에 상관없이 행사될 수 있었던 것은 이 민회를 통해서였다.

#### 권한
트리부스 민회는 호민관, 트리부누스 밀리툼, 평민 조영관, 귀족 조영관 등의 모든 하급 행정관들을 선출했다. 추첨으로 선정된 17개 부족으로 된 위원회가 폰티펙스 막시무스를 임명하고, 폰티펙스, 아우구르 등의 사제단 및 종교 10인단의 구성원을 선출했다.
트리부스 민회는 호민관이나 고위 행정관들이 제시한 강화 조약을 맺는등의 국내 및 외국 문제에 대한 결의안을 통과시킬 수 있었다. 제의들은 투표에 처하기 전에 공포되어야 했으며, 수정 없이 안 전체가 통과되거나 거부되었다. 원로원이 이 결의안을 재검토했을 수도 있지만, 정식 절차 없이 통과되어야만 결의안들이 거부될 수 있었다.
트리부스 민회는 플레브스 또는 행정관들이 대리하는 자들에 대한 침해 행위에 대하여, 호민관과 조영관 들이 제기한 소송들을 판결하기도 했다. 공화정 후기에, 이 소송들은 일반적으로 공무 집행 실정에 대한 소송이었으며, 호민관들과 조영관들은 상당한 벌금을 물릴 수 있는 권한들이 있었다.

#### 과정
기원전 494년에 호민관의 설치가 되면서, 트리부스 민회는 호민관들이 소집하였다. 행정관들도 트리부스 민회를 소집할 수 있었으나, 호민관들의 합의가 있을 때만 가능했다. 트리부스 민회는 회의 시작 최소 17일 전에 전령사(Praeco)의 공포로 소집되었다. 조점술이 치러졌을 것이며, 회의는 점복이 길조일 때만 행해졌을 것이다. 부족들은 동틀 녘에 모였고, 해질녘에는 회의를 연기해야만 했다. 만약에 호민관 중 한 명이 민회를 소집하면, 부족들은 도시 안에 모이거나 도시의 1마일 반경에 모여야만 했는데, 이는 호민관의 권한이 미치는 경계였다. 공화정의 첫 세기 동안에, 민회는 보통 포룸 로마눔에 있는 카피톨리노 언덕이나 코미티움에서 모였다. 행정관들이 소집할 경우에는, 보통 캄푸스 마르티우스에서 모였다.
의식 행위를 동반하지 않는 기도 행위가 끝난 후, 제의안이 거론될 것이며, 시민들은 부족별로 정열되었을 것이다. 프린키피움(Principium)이라 알려진, 첫 번째로 나서서 투표하는 부족이 추첨을 통해 선정되고, 이 투표 결과는 공개된다. 그 뒤에 다른 부족들도 동시에 투표했을 것이고, 이 투표 결과는 최종 결과가 선포 되기 이전에 추첨으로 결정된 순서에 따라 공개된다. 민회를 통과한 법안은 그 결과가 발표되는 순간부터 효력이 발휘된다. 투표 순서가 추첨으로 결정되긴 하지만, 오르도 트리붐(ordo tribuum)이라 하는 부족들의 공식적 순서가 존재하기도 했다. 처음으로는 수부라나(Suburana), 팔라티나(Palatina), 에스퀼리나(Esquilina), 콜리나(Collina) 등의 도심 부족들 순서였고, 그 다음으로는 교외 부족들이 뒤따랐으며, 아니엔시스(Aniensis) 부족으로 끝이 났다.

#### 쇠퇴
공화정 시기 말년에, 민회의 참가율이 꽤나 낮았으며, 민회의 결정 사항들은 점차 부패의 산물이었다. 카이사르는 선전포고와 강화조약을 맺는 트리부스의 권한을 박탈하였다. 초기 황제들은 더욱이 민회의 권한을 제한하였다. 아우구스투스는 민회의 판결 결정 권한을 없애고, 형식적으로 법률을 통과하는 권한만을 남겨두었다. 그는 자신의 후보자들로 행정관들의 절반을 채웠으며, 티베리우스는 남아있던 행정관 선출 권한을 원로원으로 넘겼다. 황제들이 많은 권한들을 트리부스 민회에서 받기는 하지만, 이는 형식적인 것에 불과하였다.
트리부스 민회는 서기 4세기까지 존재하기는 했으나, 남아있는 기능은 조점을 치고 기도를 드리며, 황제의 법적 권한과 그 밖의 권한들을 수여하고, 제출된 법률의 승인을 선포하는 등의 상징적이었다. 그러나 이 당시에 투표는 투표 용지가 아닌, 환호로 행해졌다.

## 같이 보기
- 트리부스 목록

## 참고
1. ↑  로물루스 시기의 부족들이 로마 공화정 시기에 거의 언급되지 않긴 하지만, 이들이 공식적으로 사라졌다는 증거는 존재하지 않는다. 또한, 리비우스는 이 부족들이 여전히 존재했으며, 아우구르 집단의 구성원들이 전통적으로 이들 부족에 할당되어 있어, 각 부족들이 한 명의 아우구르들이 자리를 차지했을 것임을 암시하였다.
2. ↑  바로에 따르면, ‘아쿨레이아 쿠리아’는 12월 21일에 열린 앙게로날리아 축제 기간이 앙게로나에게 제물을 바쳤다고 한다. 이는 앙게로나가 로마의 수호신이었기에 이 의식은 특권이었을 것이다. 아마도 동일한 기원에서 비롯했을 아콜레이아 씨족이 있으며, 아쿨레이아 쿨리아는 아콜레이아 쿠리아에서 이름 붙여졌거나, 사비니 여성의 이름에서 이름 붙여졌다면, 아콜레이아는 아카(Acca) 따위의 고대 프라이노멘을 기반으로 한 모계명이었을 것이다. 아카 라렌티아와 관련한 다양한 전승들은 로물루스와 연관되어 있다.
3. ↑  리비우스는 ‘쿠리아 파우키아’가 특히나 불운이 따랐다고 언급했는데, 이들은 기원전 390년에 첫 번째 투표를 했는데, 그 해에 로마가 갈리아인들에게 약탈을 당했고, 다시 한번 기원전 321년에 투표를 했을 때는 그 해에 카우디네 산길의 재앙을 맛보았기 때문이었다. 이들은 기원전 310년에 다시 한번 처음으로 투표를 했지만, 로마가 에트루리아인들에게 중요한 승리를 거두며 불길한 징조는 끝이 났다. 리키니우스 마케르에 따르면, ‘쿠리아 파우키아’는 크레메라에서 파비우스 씨족들의 전멸이 일어난 기원전 477년에도 첫 번째 투표를 했다고 한다.
4. ↑  포리엔시스는 로마 포룸 주변 지역을 가리키는 것일 수 있다.
5. ↑  랍투스(Raptus)는 ‘납치된’ 또는 ‘포획된’을 의미하는 형용사이다. 랍투스의 여성형은 사바인 여성들 중 한 명을 나타내는 것일 수도 있다.
6. ↑  페스투스는 ‘티파타’가 ‘월계수로 가득한’을 의미한다고 하였다. 그러나, 티파타는 로마에 있는 쿠리아 티파타를 포함한 다양한 지역들을 가리키기도 하며, 또다른 인용 부분에서 페스투스는 쿠리아 티파타 지역에 살았던 쿠리우스라는 인물의 이름에서 붙여졌다고 설명하기도 하였다. 따라서, 페스투스는 어떤 인용 부분에선 티파타가 쿠리아 30개 중 하나를 말한 거처럼 보이기도 하면서, 티파타가 대신에 지명이었는지 아니면 지명이자 월계수 두 뜻을 모두 의미하는지에 대해선 약간의 논쟁이 존재한다.
7. ↑  페스투스는 ‘쿠리아 티티아’가 티티에스족처럼 티투스 타티우스에서 이름 붙여졌다고 전했지만, 푸케는 이것에 대해 동의하지 않았다. 티티아는 사비니인 여성의 프라이노멘이기도 하였다.
8. ↑  벨리엔시스는 팔라티노 언덕과 오피아 언덕으로 들어가는 로마 중심부의 능선인 벨리아 언덕을 가리킨다. 이름의 기원은 불분명하지만, 벨리아(Velia)는 에트루리아의 여성 프라이노멘이었고, 벨리아 씨족이 존재하였다.
9. ↑  아로가티오(Arrogatio) 혹은 아로가티온(arrogation)은 로마 문화의 특정한 유형의 입양이었으며, 특정 가문의 혈통이 멸하지 않도록 하기 위한 것뿐 만이 아닌 친자식이 없을 때에도 사용된 수단이었다. 입양을 허락 받기 위해선, 입양자는 아이가 없고 아이를 가질 수 없어야만 했고, 피입양자는 어른이 되어야만 했다. 시간이 흐르며 점차 로마의 인민들에서 소수가 되었던 파트리키들에게 이 과정이 특히 관심 사항이었다. 보통, 양자는 양부의 지위를 받았을 것이며, 따라서 플레브스 씨족으로 입양된 파트리키는 일반적으로 파트리키의 지위를 잃었다. 이 원칙은 푸블리우스 클로디우스 풀케르가 플레브스들을 무시하고, 호민관 지위에 선출될 자격을 갖추기 위하여 사용되었으며, 그의 경우에 양부가 젊었고 아마 아이를 가질 수 있었을 것이어서 입양이 기술적으로 불법이었다. 다른 한편으로, 플레브스는 파트리키 씨족으로 입양되면 파트리키의 지위를 얻었을 것이며, 이는 파트리키들에게도 중요한 사항이기도 했다. 일반적 사항들에 예외들이 존재했을 것이며, 파트리키계 만리아(Manlia) 씨족에서 전래된 유니우스 실라누스 (Junii Silani) 가문은 플레브스계인 유니우스 씨족으로 입양되었음에도 자신들의 파트리키 지위를 유지한 것처럼 보이고, 가이우스 유니우스 실바누스(Gaius Junius Silanus)는 파트리키들에게 한정된 종교 공직자인 플라멘 마르티알리스였다.
10. ↑  많은 부족들이 오타의 결과 및 라틴어 철자법 자체가 세월이 흐름에 따라 변화하면서 철자에 있어 다양한 형태로 알려졌다. 예시로, 마이키아 트리부스(tribus Maecia)는 ‘Mai.’ 형태로 자주 축약됨에 따라 원래 철자는 ‘Maicia’였음이 틀림 없으며, 크루스투미나(Crustumina) 및 클루스투미나(Clustumina) 트리부스는 호환적으로 사용되었다. 포플릴리아(Poplilia)와 포블릴리아(Poblilia)는 푸블릴리아(Publilia)의 옛 형태이며, 여러 내부 문서들에서 철자를 몇 개씩 빠트리고는 했는데, 예시로 팔레리나(Falerina) 대신에 팔레르나(Falerna), 사바티나(Sabatina)를 사바티아(Sabatia)로, 테렌티나(Terentina)를 테레티나(Teretina)로, 볼티니아(Voltinia)를 보티니아(Votinia)로 표기했다.
11. ↑  클라우디아 트리부스(tribus Claudia)는 이후에 ‘크루스투미나 트리부스(Crustumina)로 확대되었다.
12. ↑  크로포드는 로밀리아, 볼티니아, 보투리아, 아이밀리아, 호라티아, 마이키아, 스캅티아, 폼프티나, 팔레리나, 레모니아, 파피리아, 우펜티나, 테렌티아, 푸피니아, 메네니아, 푸블릴리아, 코르넬리아, 클라우디아, 카밀리아, 아니엔시스, 파비아, 폴리나, 세르기아, 클루스투미나, 퀴리나, 벨리나, 스텔라티나, 트로멘티나, 갈레리아, 사바티나, 아르니엔시스 등의 교외 부족들이 로마에서 시작되는 주요 도로들(오스티엔시스, 아피아, 라티나, 프라이네스티나, 발레리아, 살라리아, 플라미니아, 클로디아 가도 등)을 따라 시계 반대 순서로 나열되었다고 추정한다. 이 목록은 본래의 세르비우스 부족 중 하나인 폼필리아 부족을 빠트리고, 클라우디아와 클루스투미나를 별개의 부족으로 쳤다.[21]

## 참고 문헌
1차 자료
- 마르쿠스 테렌티우스 바로, De Lingua Latina (라틴어).
- 리비우스, History of Rome.
- 섹스투스 폼페이우스 페스투스,  Epitome de M. Verrio Flacco de Verborum Significatu (Epitome of Marcus Verrius Flaccus: On the Meaning of Words).

2차 자료
- Timothy Cornell, The Beginnings of Rome: Italy and Rome from the Bronze Age to the Punic Wars, Routledge, London (1995).
- Michael H. Crawford, "Tribus, Tesserae, et Regions," in Comptes rendus de l'Academie des Inscriptions et Belles-Lettres, vol. 146, pp. 1125–1135 (2002).
- Oxford Classical Dictionary, N. G. L. Hammond and H. H. Scullard, eds., Clarendon Press, Oxford (Second Edition, 1970).
- Christian Matthias Theodor Mommsen, Römische Forschungen (Roman Research), Weidmannsche Buchhandlung, Berlin (1864–1879).
- Harper's Dictionary of Classical Literature and Antiquities, Harry Thurston Peck, ed. (Second Edition, 1897).
- D.P. Simpson, Cassell's Latin and English Dictionary, Macmillan Publishing Company, New York (1963).
- C.J. Smith, The Roman Clan: The Gens from Ancient Ideology to Modern Anthropology (2006).
- John C. Traupman, The New College Latin & English Dictionary, Bantam Books, New York (1995).